# Валихановский сельский округ (Жаркаинский район)
Валиха́новский се́льский окру́г (каз. Уәлиханов ауылдық округі) — административная единица в составе Жаркаинского района Акмолинской области Республики Казахстан. Административный центр — село Валиханово.

## География
Сельский округ расположен на юге района, граничит:
- на северо-востоке с Нахимовским сельским округом,
- на юго-востоке с Жанадалинским сельским округом,
- на юге и западе с Амангельдинским районом Костанайской области,
- на севере с селом Львовское.

По территории сельского округа проходят автодорога А-16 и железная дорога «Есиль-Аркалык». Имеется станция (Баранкульский).

## История
В 1989 году существовал как Валихановский сельсовет (сёла Валиханово и Мирное).

## Население
| Численность населения | Численность населения | Численность населения |
| 1989                  | 1999                  | 2009                  |
| --------------------- | --------------------- | --------------------- |
| 1106                  | ↘931                  | ↘836                  |

## Состав
В состав сельского округа входят 2 населённых пункта.
| № | Населённый пункт | Тип населённого пункта       | Население, 1989 | Население, 1999 | Население, 2009 |
| - | ---------------- | ---------------------------- | --------------- | --------------- | --------------- |
| 1 | Валиханово       | село, административный центр | 911             | 757             | 659             |
| 2 | Достык           | село                         | 195             | 174             | 177             |